# Chkhara
Le Chkhara (შხარა en géorgien, Шхара en russe) est une montagne du Grand Caucase sur la frontière entre la Géorgie et la Russie. À une altitude de 5 193 m, il est le point culminant de la Géorgie, et le troisième sommet le plus élevé de Russie et du continent européen. Située à l'extrémité orientale de la muraille de Bezengui, la montagne fait partie de la chaîne du Grand Caucase central.
À sa base se trouve la communauté d'Ouchgouli, un groupe de villages de la région géorgienne de Svanétie établi au moins depuis le haut Moyen Âge et devenu une destination touristique importante de Géorgie, tandis que le versant nord se trouve au sein de la réserve naturelle de haute montagne de Kabardino-Balkarie. Ce n'est qu'en 1888 que la montagne apparaît dans les documents officiels sous ce nom, après la première ascension de son sommet par une équipe anglo-suisse. La montagne est ensuite escaladée à de nombreuses reprises au cours du XXe siècle, mais reste l'une des ascensions les plus difficiles d'Europe, parfois comparée au mont Everest.
Formé par la collision des plaques eurasiatique et arabique durant l'Oligocène, le Chkhara a une topographie complexe, comprenant quatre cimes principales et cinq secondaires qui constituent chacun un objectif d'alpinisme séparé, ainsi que plusieurs pitons. Ses roches principales sont le granite, le gneiss et l'ardoise, tandis que plusieurs sources d'eau minérale témoignent de la haute concentration de certains minéraux sur la montagne. Le Chkhara est la source principale du glacier de Chkhara, où naît l'Engouri, ainsi qu'une source secondaire de plusieurs autres glaciers locaux, dont celui de Bezengui.

## Toponymie
Le Chkhara, comme plusieurs autres sommets du Caucase, n'est pas mentionné dans les sources historiques géorgiennes ou internationales. Cela est dû au moins en partie à sa localisation dans le nord de la Svanétie, une région géorgienne qui est en grande partie isolée du reste de la Géorgie. Ce n'est qu'à la fin du XIXe siècle que le nom Chkhara commence à apparaitre dans les journaux académiques et cartes topographiques de la Russie impériale.
Le nom de la montagne est une ancienne appellation créée par la population des villages d'Ouchgouli. La version la plus commune de l'étymologie du nom de la montagne est sa ressemblance avec ჩხარა (tchkhara), qui signifie « neuf » en langue svane et serait une référence aux nombreux pics de la montagne, ou encore au fait que le Chkhara est la neuvième montagne de la muraille de Bezengui. Une autre version lie le nom à შხარ (chkhar), un mot svane utilisé pour décrire du bétail portant une rayure blanche sur le front.
Tandis que le Chkhara est à cheval entre la Géorgie et la Russie, le russe n'a pas de nom national pour la montagne et utilise la toponymie géorgienne Шхара. En karatchaï balkar, la langue locale de la Kabardino-Balkarie (république autonome où se trouve le côté russe de la montagne), le Chkhara se nomme Ouchkhara (ушхара), qui peut être lié au mot « non-monolithique ».
Le Chkhara est plus rarement nommé « Gora Chkhara ». Le terme Gora (გორა) signifie « colline » en géorgien.

## Géographie

### Situation

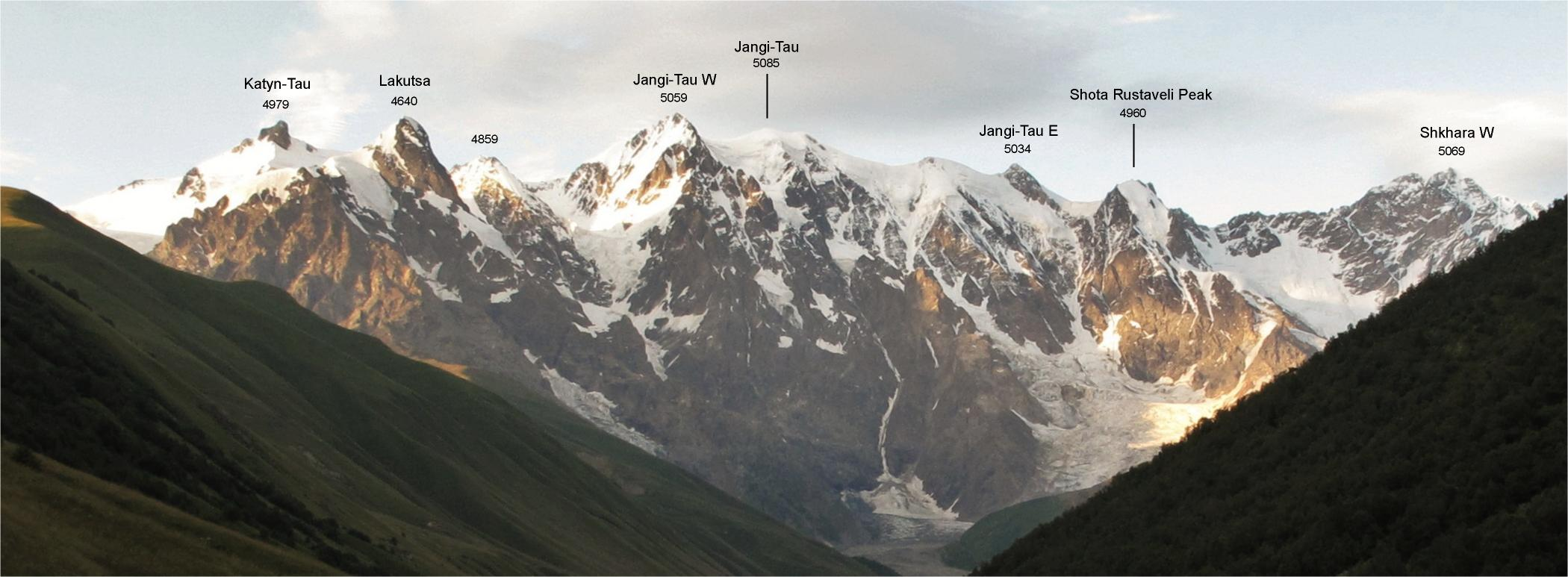
La muraille de Bezengui, vue de Svanétie.

Le Chkhara est l'une des montagnes qui forment la frontière entre la Géorgie et la fédération de Russie, une frontière qui passe sur la crête de la montagne, plaçant celle-ci dans les deux pays. En Géorgie, le sommet est situé au sein de l'agglomération d'Ouchgouli, un groupe de villages de la municipalité de Mestia dans la région de Samegrelo-Zemo Svaneti. En Russie, la montagne se trouve au sein de la réserve naturelle de haute montagne de Kabardino-Balkarie dans le raïon de Tchérek de la république autonome de Kabardino-Balkarie.
À 5 193 m d'altitude, le Chkhara est le plus haut sommet de Géorgie et le troisième de Russie, ainsi que le troisième sommet du continent européen. Derrière l'Elbrouz et le Dykh-Taou, le Chkhara est aussi le troisième plus grand sommet du Caucase. La montagne fait partie de la muraille de Bezengui, un massif de douze kilomètres de longueur dont le Chkhara est la limite orientale et le pic dominant. La muraille de Bezengui est incluse dans la chaîne du Grand Caucase et a été surnommée « Alpes de Svanétie » par les alpinistes du XIXe siècle.
Le Chkhara est situé à 85 km au nord-est de Koutaïssi, la troisième plus grande ville de Géorgie, à 33 km à l'est de Mestia, le centre administratif de la municipalité géorgienne locale, et à 64 km au sud-ouest de Naltchik, la capitale de Kabardino-Balkarie. Autour de la montagne se trouvent le glacier de Chkhara où naît la rivière d'Engouri au sud, le Dykh-Taou au nord, le Djangha à l'ouest et l'Aïlama (à la frontière administrative de la région géorgienne de Ratcha-Letchkhoumi et Basse Svanétie).

### Topographie

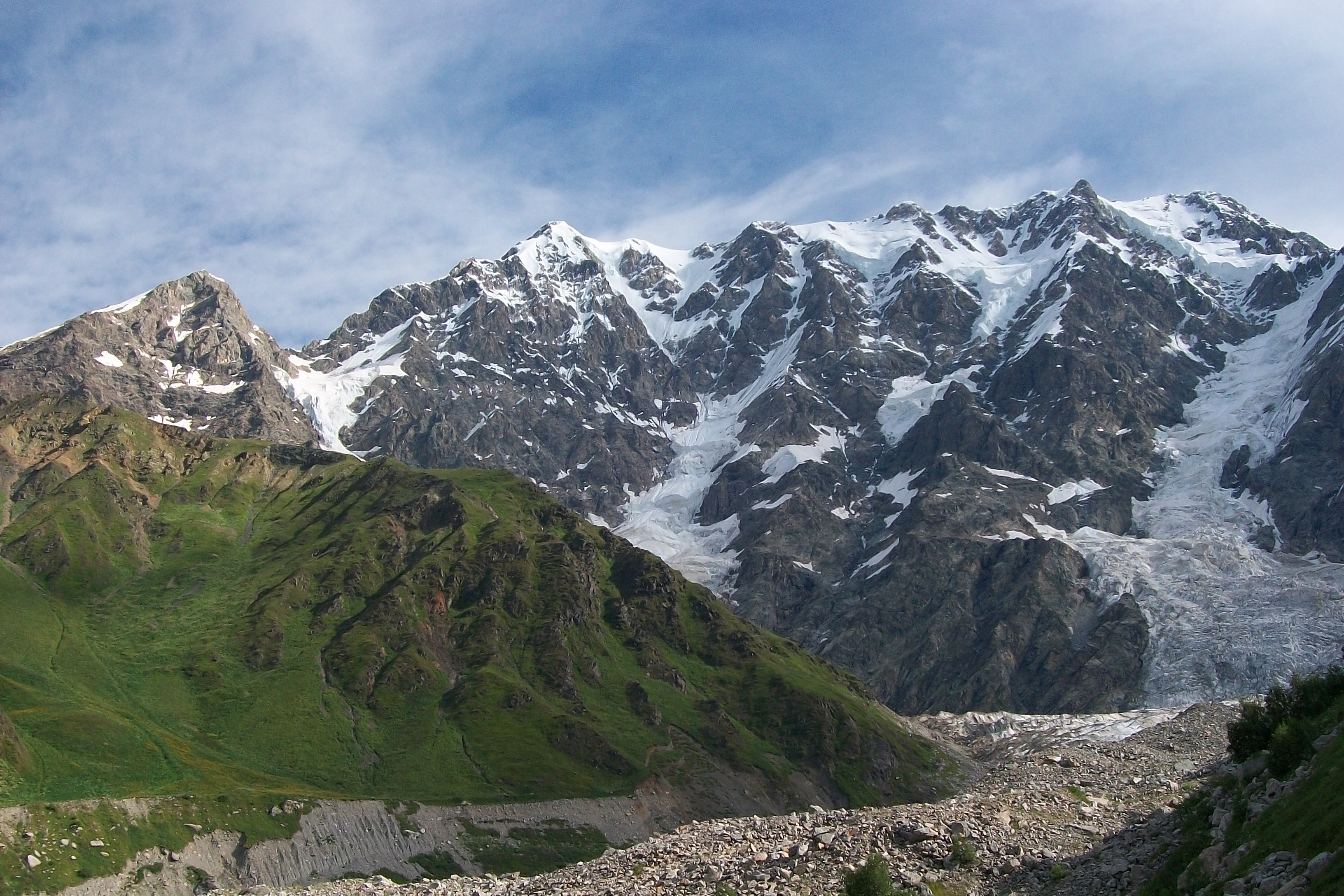
Le Chkhara et ses nombreuses pointes.

Le Chkhara est une montagne imposante aux pentes raides située dans une région glaciaire, présentant un défi sérieux aux alpinistes. Il comprend neuf cimes, toutes situées sur le versant sud de la montagne[pas clair] (la face nord, du côté russe, a une hauteur de 1 500 m), dont les quatre cimes principales : le sommet central, le sommet occidental (5 068 m d'altitude), le sommet oriental (4 866 m), le sommet méridional (4 380 m) et le sommet du sud-est. Outre ceux-ci, il y a le Mirangoula Mtserval (nommé ainsi en 1968 par un groupe d'alpinistes géorgiens), le Namqouami (situé sur l'embouchure de l'Engouri), le pic d'Ouchgouli (entre le Mirangoula Mtserval et le Namqouami) et le pic de Staline.
Plusieurs pitons existent sur le Chkhara, contribuant à la difficulté d'accéder à son sommet. Le plus saillant est le Latkhouarial, au nord-ouest du glacier de Chkhara et aux côtés du Ladjym-Kodj, connu pour être dur à atteindre. Le Namqouam (à ne pas confondre avec le pic Namqouami) est notable pour sa forme de tour, le Phitsroul est souvent décrit comme étant « plat comme une ardoise » (d'où son nom - ფიცრულ, phitsroul signifiant « ardoise » en svane) et le Tsyrniach fait face au glacier de Khaldé.

### Hydrographie
Le sommet du Chkhara est couvert de neige à travers l'année, mais un niveau relativement bas de précipitation solide laisse la neige dans les zones subalpines en été. La montagne est le point le plus occidental du plus long étage nival du Caucase, s'étendant sur une longueur de 15 km jusqu'au Mont Guitsola. La surface pentue du Chkhara inclut plusieurs cascades gelées, particulièrement sur l'étage nival. En descendant de la montagne, l'étage alpin présente certains petits lacs, tel que le Namqouama Touïb en-haut du glacier de Chkhara. Ce lac ne doit pas être confondu avec un ruisseau local portant le même nom. La zone alpine et subalpine du Chkhara comprend plusieurs sources d'eau minérale connues pour leur acidité : la Latkhouaria Sguim est une source d'eau minérale sur le versant sud de la montagne connue localement comme étant utilisée par les chèvres, et le Namqouama Sguim se situe à la base du piton Namqouama. Les sources d'eau minérale sont présentes à travers la Svanétie, particulièrement utilisées par les communautés locales à Mestia pour leurs bénéfices médicaux supposés, mais aucune étude scientifique n'a encore été conduite sur le sujet.

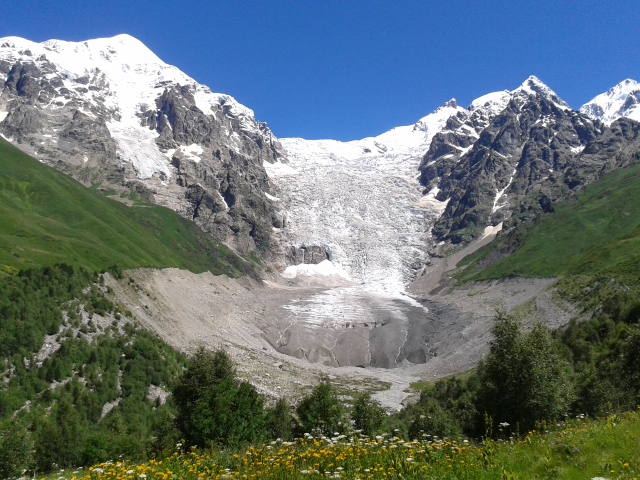
Le glacier de Chkhara.

Plusieurs glaciers se situent au pied du Chkhara, le plus important étant le glacier de Chkhara au sud-ouest. Ce dernier couvre une surface de 3,55 km2 (grande diminution de sa superficie de 6,14 km2 en 1946) et une longueur de 3,78 km, et est nourri par la neige fondue et les avalanches de la montagne qui forment trois sources distinctes avant de se rejoindre à une altitude de 2 900 m. En descendant, le glacier se fissure et voit une large portion de moraines (faisant de Chkhara le glacier le plus couvert de débris du Caucase). Cette concentration de débris est une des causes de la lenteur de la fonte de neige. Le Chkhara constitue la principale source de l'Engouri durant les mois chauds quand la neige et le glacier fondent, faisant de la montagne le plus haut sommet du bassin versant de la Mer Noire. Une étude conduite en 2013 par le professeur Tamaz Pavladze a démontrée que l'eau de la montagne est largement présente dans la rivière à travers son cours de 213 km : 25,8 % de sa composition vient du glacier de Chkhara au niveau du village de Dizi, 21 % aux environs de Djvari et 16,8 % à Dartcheli. L'Engouri reçoit aussi de l'eau du glacier de Namqvami, un autre glacier de la Muraille de Bezengui qui est nourri par le Chkhara,.
Au nord du Chkhara se trouve le glacier de Bezengui, qui forme une vaste vallée dans la partie russe de la montagne. Couvrant une superficie totale de 36 km2 et une longueur de 17,6 km (dont une langue de 9 km), ce glacier est le plus grand du Caucase et sépare la Muraille de Bezengui de la chaîne de Mjirgui. Le glacier se forme à une altitude de 2 000 m dans les monts Chkhara et Djangha et est la source du Bezengui Tcherek, une rivière qui se verse dans le Tcherek. Le Chkhara est aussi l'une des sources du glacier de Khaldé, connu pour ses névés, qui se dirige vers le sud de la montagne pour former à une altitude de 2 500 m la Khaldetchala, un fleuve qui rejoint l'Engouri après un cours de 10 km. Le glacier de Bachkhaaouz, aussi connu comme Bachkha-aouz-Bachi, est un petit glacier sur la pente nord du Chkhara qui prend forme à une altitude de 4 470 m.

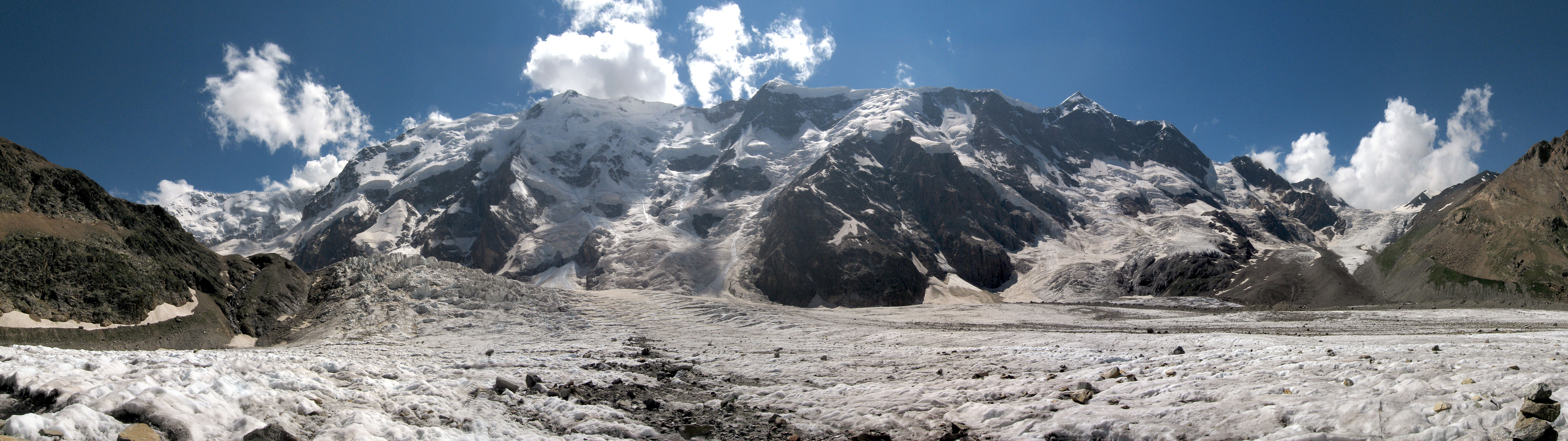
Le glacier de Bezengui.

### Altitude du Chkhara
L'altitude du Chkhara varie de façon importante suivant les sources, les cartes et les années. La Grande Encyclopédie soviétique cite une altitude de 5 068 m, qui est en fait l'altitude du Chkhara occidental, l'un des pics dominants de la montagne. La carte militaire soviétique à l'échelle 1:50 000 indique une altitude de 5 158 m pour le sommet (pic oriental). Le géographe géorgien Levan Marouachvili estime en 1964 une altitude maximale de 5 201 m, ce qui est repris en 2002 dans l'Encyclopedia of World Geography. D'autres sources citent des altitudes de 5 184 m et 5 208 m. En juillet 2010, une équipe des alpinistes Peter Schoen et Boris Avdeev utilisant l'équipement Trimble GeoExplorer XT Differential-GPS (fonctionnant en GPS différentiel) mesurent 575 lieux au sommet de la montagne. En novembre, ils publient leurs résultats, prouvant une altitude exacte du sommet de 5 193,199 m aux coordonnées 43° 00′ 02,26411″ N, 43° 06′ 44,16771″ E. Schoen admet de même que l'altitude exacte peut changer en fonction des saisons. En février 2018, les alpinistes géorgiens Artchil Bedriachvili et Guiorgui Tepnadzé, qui sont les premiers à franchir la face sud du Chkhara en hiver, calculent une altitude de 5 203 m au sommet.
Outre le sommet, les autres pics n'ont pas d'altitude confirmée.
Le versant nord du Chkhara atteint 1 500 m de hauteur. Le versant sud de la montagne, situé dans la partie géorgienne, atteint 2 300 m, l'une des plus grandes hauteurs en Europe.

### Orogénèse et géologie
La surrection des montagnes du Caucase, y compris le Chkhara, commence durant l'Oligocène, suivant la collision des plaques eurasiatique et arabique. Des datations radiochronologiques sur des prélèvements de roches indiquent un âge de 13 millions d'années, ce qui en fait l'une des plus anciennes formations du Grand Caucase central. La composition géologique de la Muraille de Bezengui comprend des roches magmatiques et métamorphiques remontant au Protérozoïque et au Paléozoïque, tandis que la majorité du Chkhara, dont son sommet, est constituée de roches métamorphiques et sédimentaires datant du début du Jurassique, à l'exception notable de quelques sédiments de granitoïdes sur le versant nord remontant au Permien et au Mésoprotérozoïque. Comme pour le reste du Grand Caucase central, les déformations liées à la collision tectonique sont concentrées sur la principale faille de chevauchement qui longe le piémont sud de la chaîne, et ce contrairement au reste de la région où ces déformations sont réparties de part et d'autre de la chaîne du Grand Caucase et jusqu'au Petit Caucase.
La sous-zone du mont Elbrouz (dont fait partie le Chkhara) comprend de larges quantités de granites et de gneiss, ainsi que d'ardoises cristallines. Ces roches contiennent de grandes quantités de quartz, muscovites, chlorites, épidotes et amphibolites, et certaines concentrations de celles-ci donnent une couleur rouge au piton Tsyrniach. Le Chkhara est situé dans une région comprenant plusieurs dykes du Pliocène.
Les roches volcaniques sont absentes du Chkhara. La montagne est en effet située juste à la frontière de la zone néovolcanique du Kazbek, ce qui explique la présence de sédiments volcaniques juste à l'est du Chkhara mais non pas sur la montagne elle-même.

### Climat
Le Chkhara se situant dans l'hémisphère nord, la période estivale, la moins rigoureuse, se déroule de juin à mi-septembre avec près de 50 % de jours ensoleillés propices à l'ascension du sommet. Malgré tout, les températures peuvent chuter très rapidement. Au-delà de 4 000 mètres d'altitude, même en été, des conditions de blizzards arctiques peuvent se mettre en place. En hiver, la température peut chuter en dessous de −20 °C voire moins au sommet. En hiver, les conditions sont beaucoup plus rigoureuses, avec seulement 5 à 7 jours ensoleillés environ selon les mois, et des conditions de gel même dans les vallées presque tous les jours. Les précipitations solides sont plus rares autour du Chkhara que sur les autres montagnes du Grand Caucase et la neige disparaît presque totalement dans les vallées entre les mois de juin et d'octobre.
Le vent vient presque exclusivement du sud-ouest, depuis la mer Noire. Les vents les plus forts frappent la montagne en hiver et peuvent dépasser les 50 km/h.
La région géorgienne de Haute Svanétie où se trouve le Chkhara est affectée par les changements climatiques. Selon les données prélevées par l'Université de Bâle, la température moyenne aux pieds du Chkhara a augmenté de −1,3 °C en 1979 à 0,1 °C en 2021. Le glacier de Chkhara, qui couvre une superficie de 3,55 km2 de nos jours, a perdu plus de 42 % de sa superficie depuis 1949, tandis que certaines études montrent que la langue du glacier aurait reculé de 100 mètres le dernier siècle. Certains désastres écologiques, tels que les avalanches de 1987 qui causent 105 morts et 8 500 déplacés internes, ont été attribués aux changements climatiques.
| Mois                              | jan. | fév. | mars | avril | mai | juin | jui. | août | sep. | oct. | nov. | déc. | année |
| --------------------------------- | ---- | ---- | ---- | ----- | --- | ---- | ---- | ---- | ---- | ---- | ---- | ---- | ----- |
| Température minimale moyenne (°C) | −12  | −13  | −10  | −4    | 0   | 4    | 7    | 7    | 3    | −1   | −6   | −10  | −2,9  |
| Température moyenne (°C)          | −8,5 | −9   | −6,5 | −0,5  | 4,5 | 8,5  | 11,5 | 11,5 | 7,5  | 3    | −3   | −7   | 1     |
| Température maximale moyenne (°C) | −5   | −5   | −3   | 3     | 9   | 13   | 16   | 16   | 12   | 7    | 0    | −4   | 4,9   |
| Nombre de jours avec neige        | 11,8 | 11,1 | 13,4 | 10,5  | 3,5 | 0,4  | 0    | 0    | 0,6  | 4,5  | 8,2  | 9,4  | 73,4  |

### Faune et flore
Peu d'études généralisées ont été faites sur la faune et la flore entourant le Chkhara. Des observations faites depuis la réserve naturelle de haute montagne de Kabardino-Balkarie indiquent la présence de quelques mammifères, dont le sanglier d'Europe, l'ours brun, le lynx boréal, le renard roux, le chacal doré, le chat forestier, la fouine, l'hermine, le lièvre d'Europe, le muscardin et plusieurs espèces de souris, chauve-souris et Soricidés. La montagne est le seul endroit où le tur du Caucase occidental (Capra caucasica caucasica) et le tur du Caucase oriental (Capra caucasica cilindricornis) cohabitent. Plus précisément, les turs sont observés sur les pitons inaccessibles aux humains tels que le Ladjym Kom et le Tsyrniach.
Le tétrogalle du Caucase et le tétras du Caucase sont parmi les oiseaux de la région. Les oiseaux de proie sont rares mais le gypaète barbu a été observé autour du Chkhara. Des études entomologiques ont découvert le mille-pattes Omobrachyiulus divaricatus aux pieds de la montagne, le seul endroit où cette espèce peut être observée, ainsi que plusieurs espèces de Syrphides.

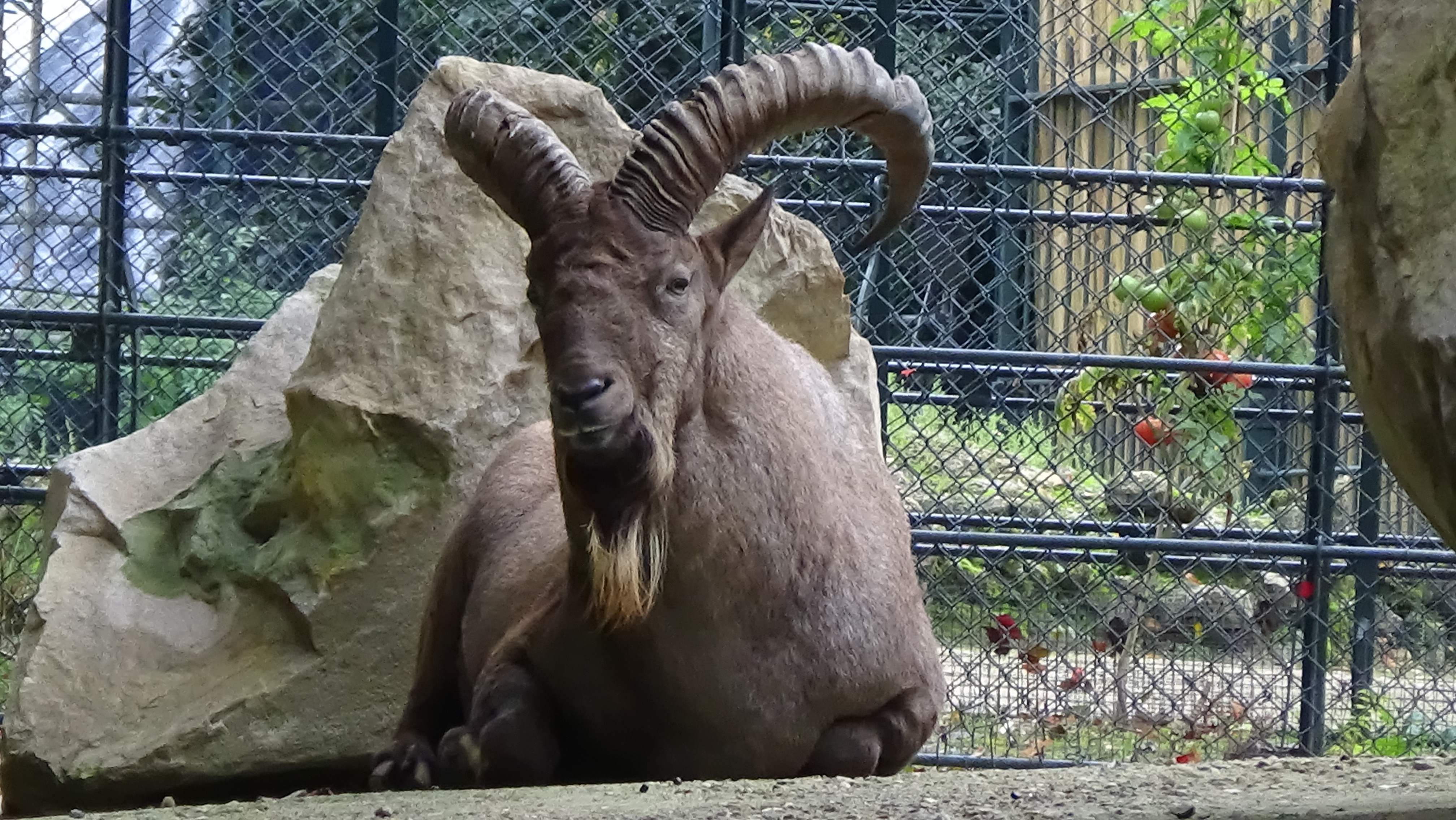
Tur du Caucase occidental
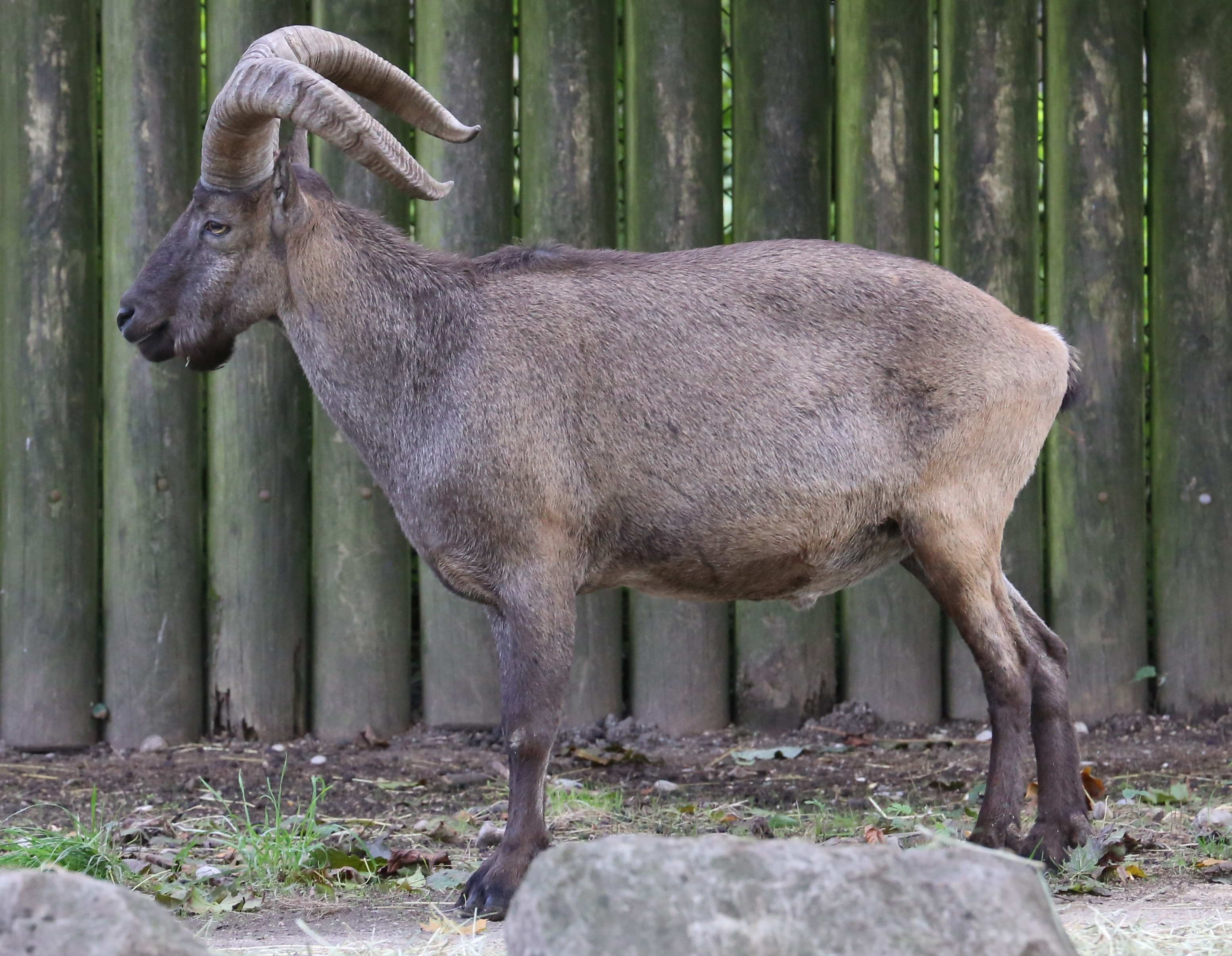
Tur du Caucase oriental
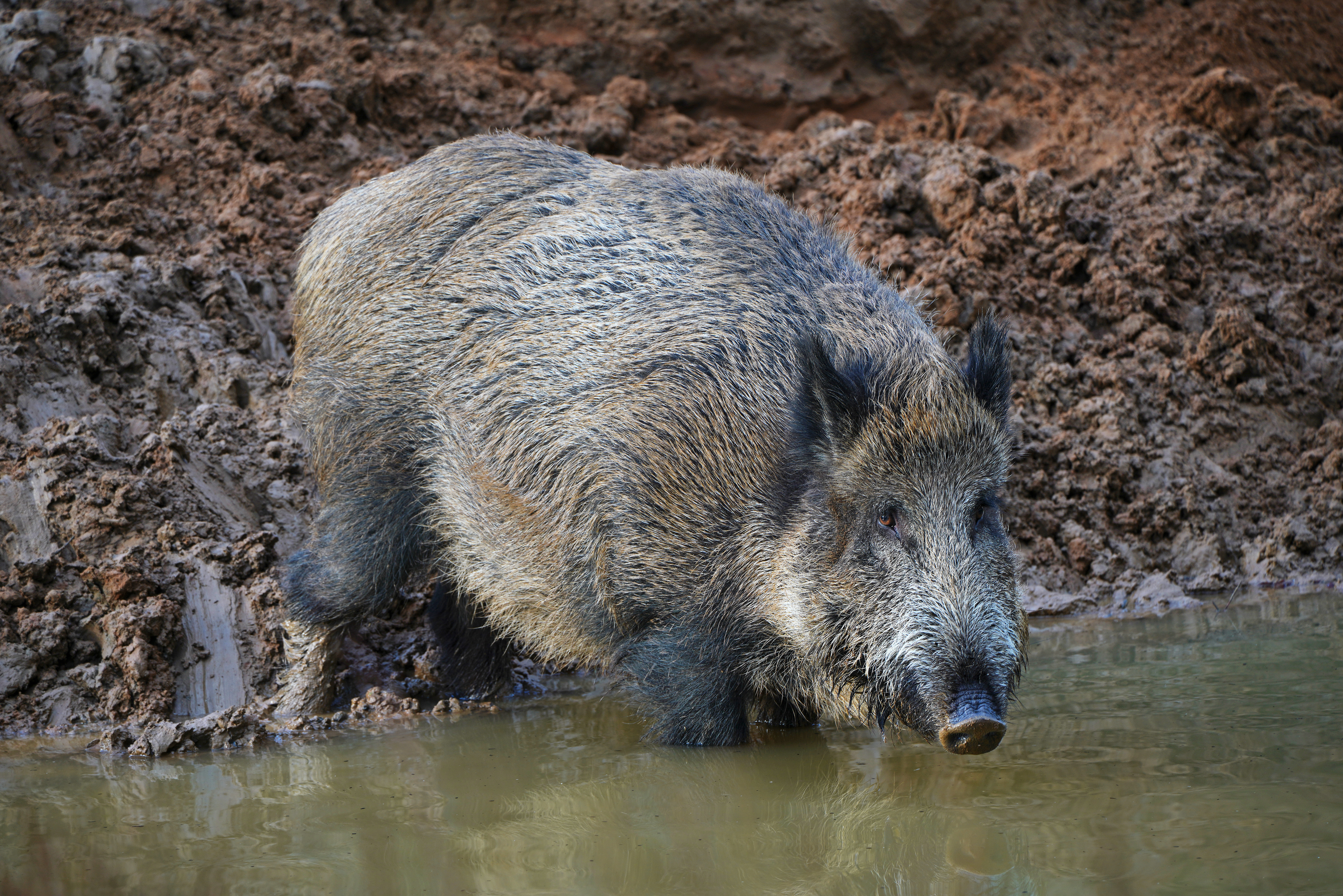
Sanglier d'Europe
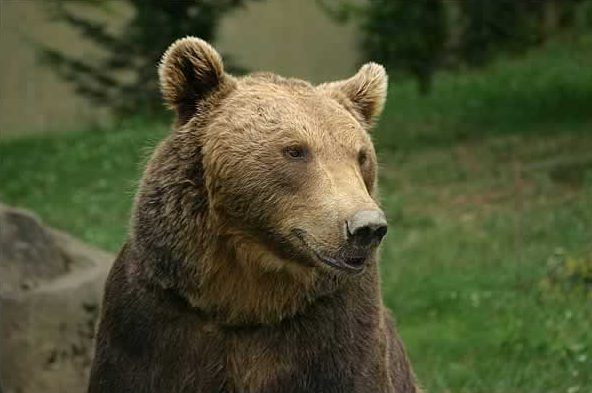
Ours brun
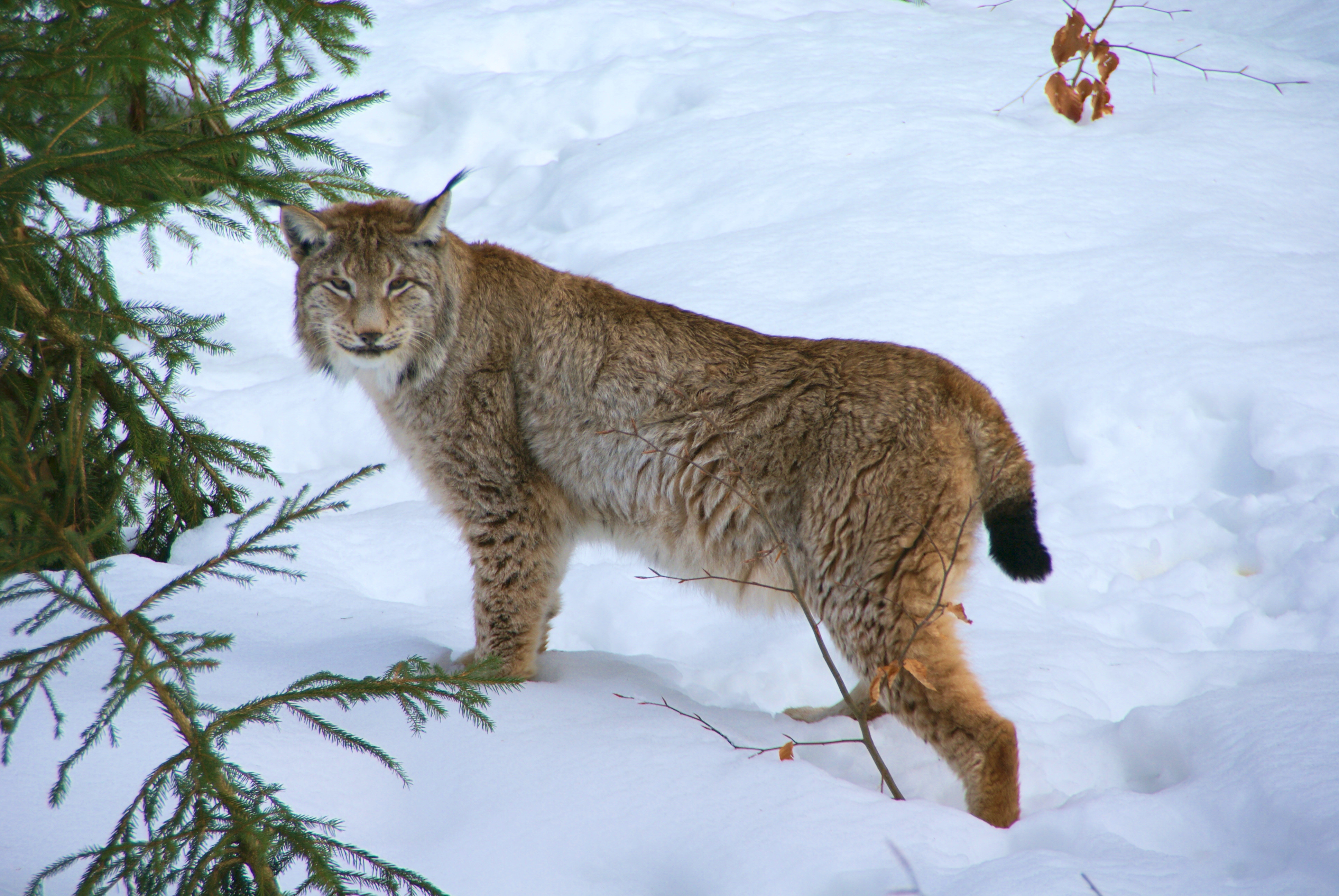
Lynx boréal
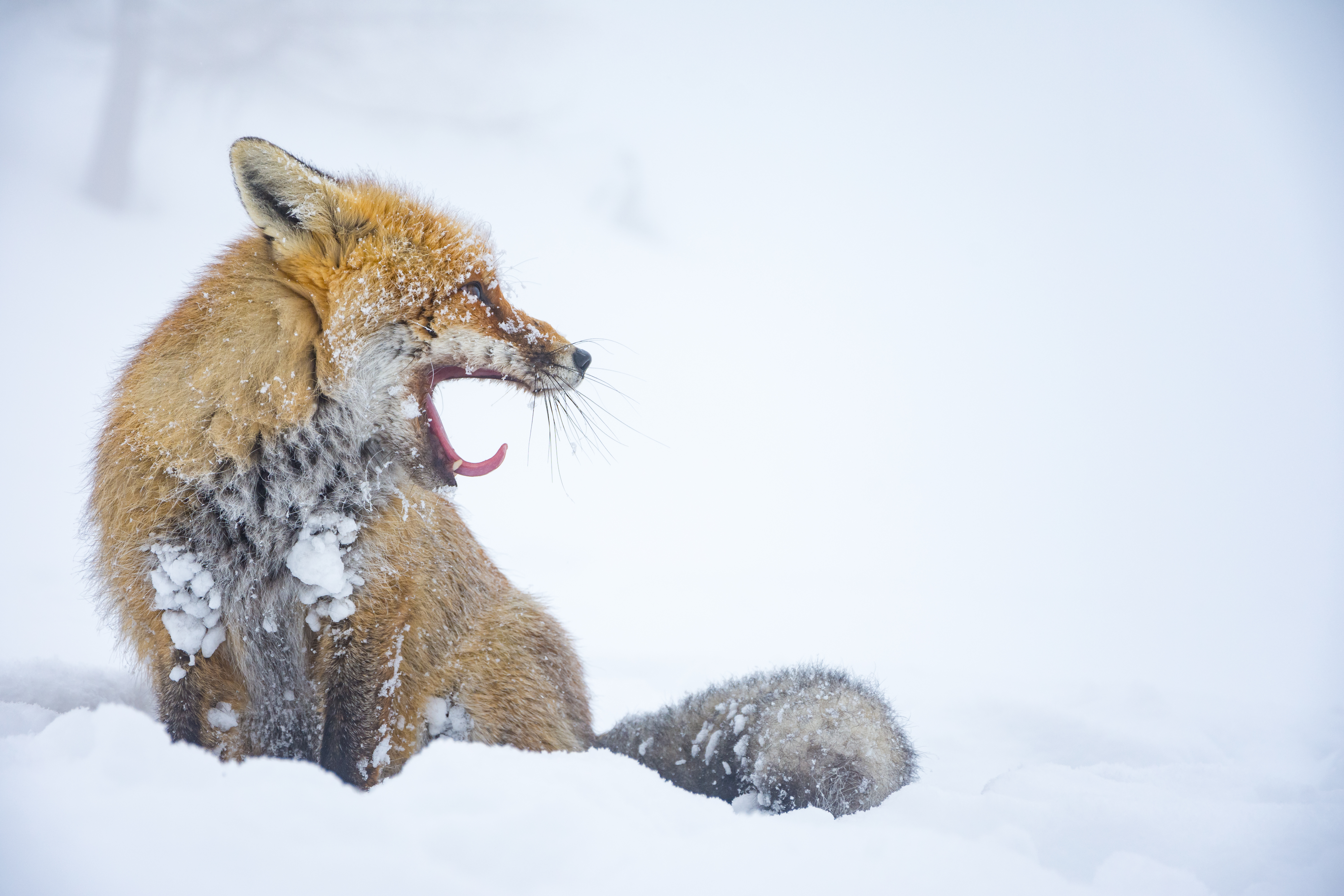
Renard roux
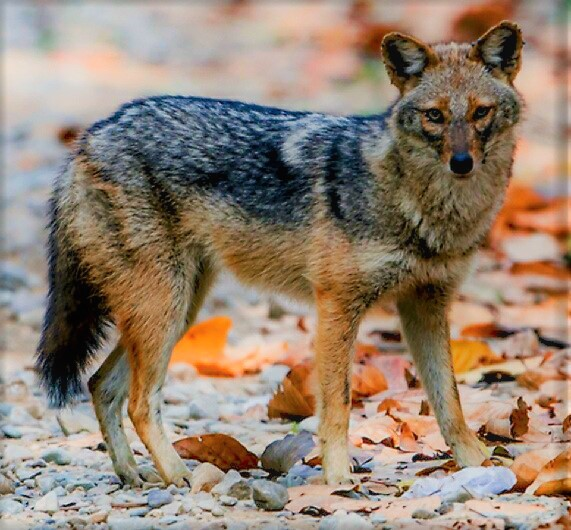
Chacal doré
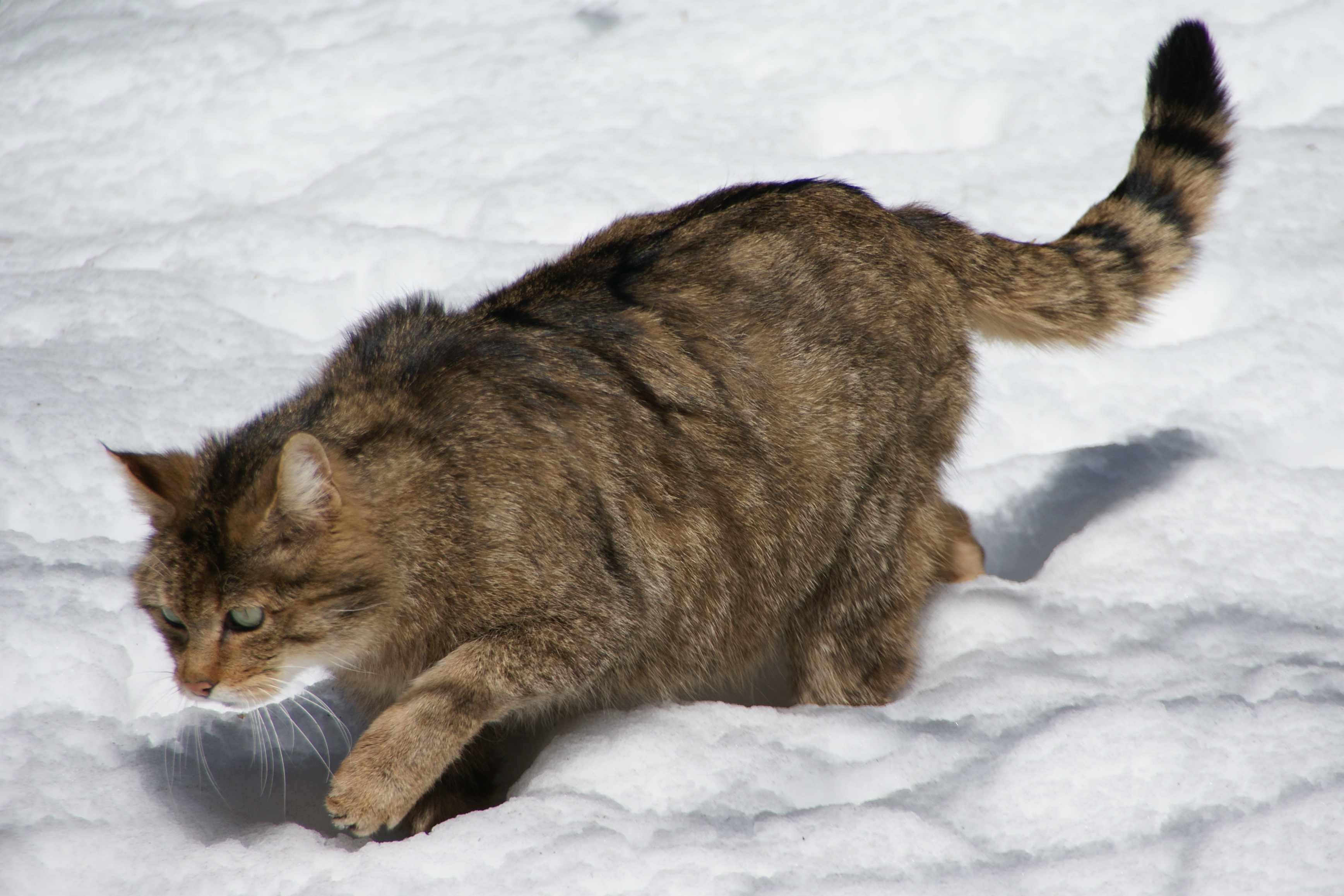
Chat forestier
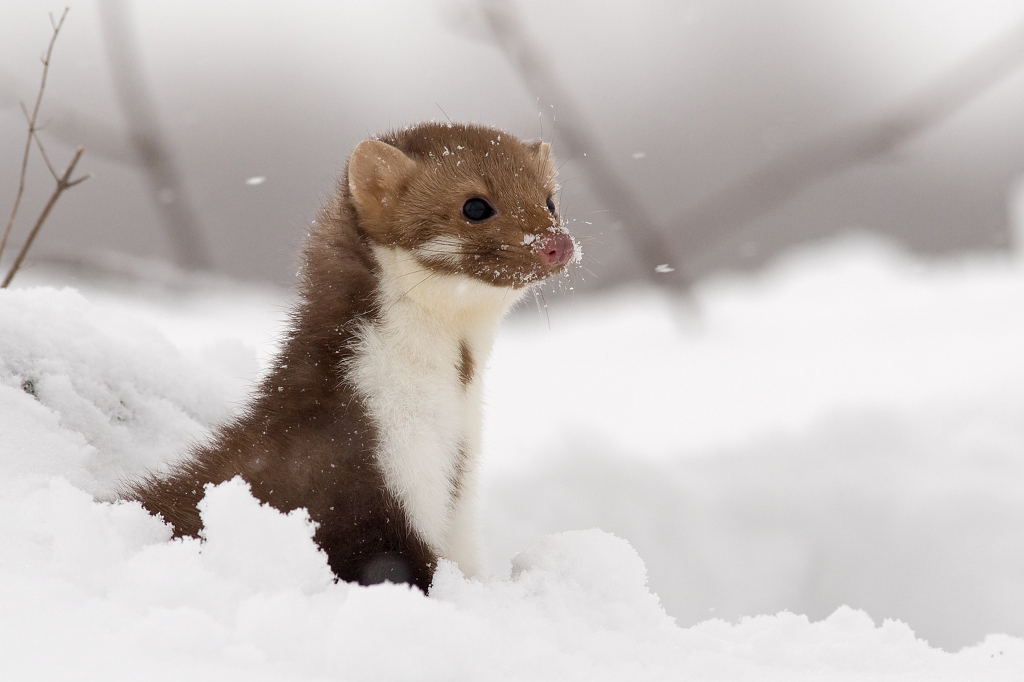
Fouine
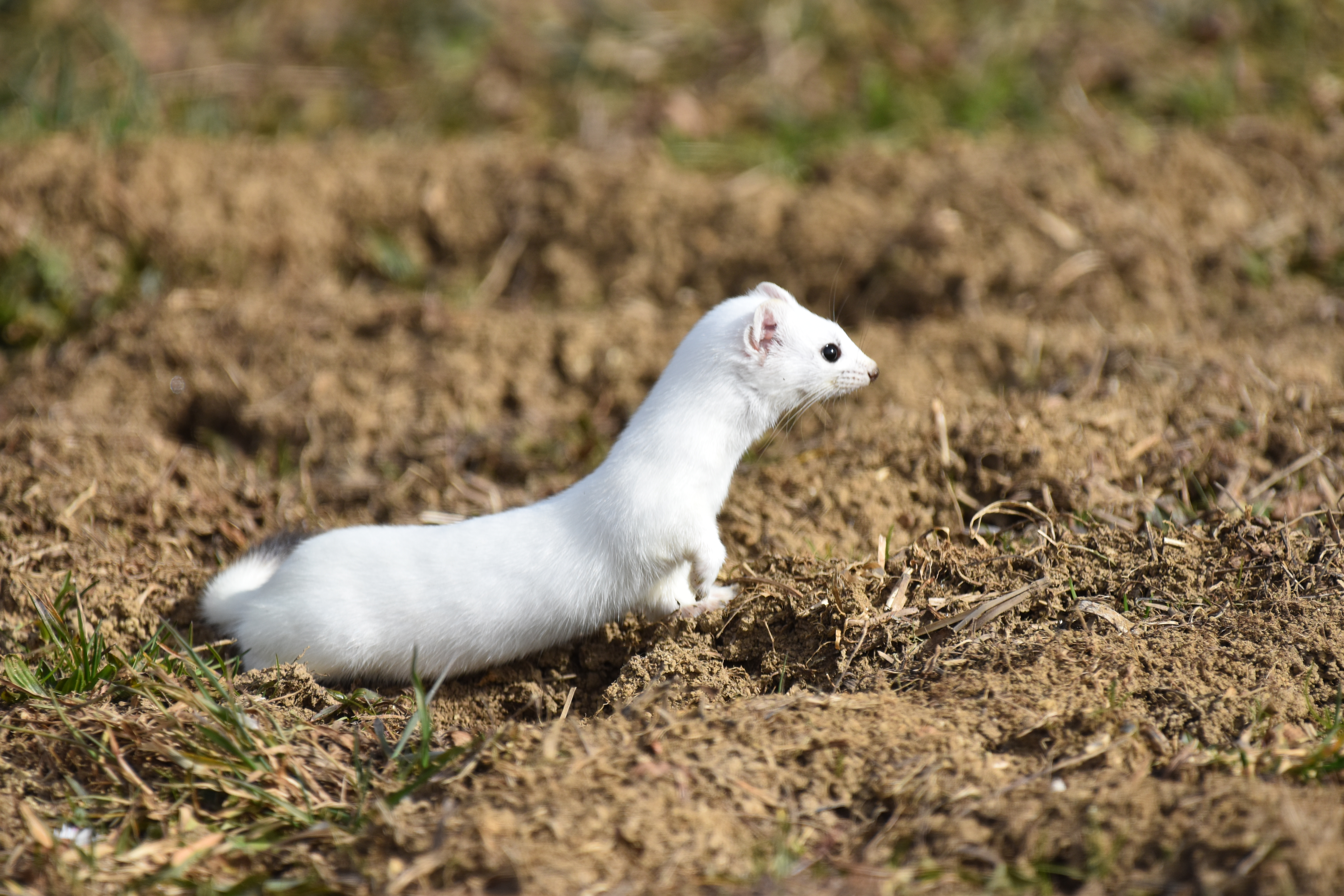
Hermine
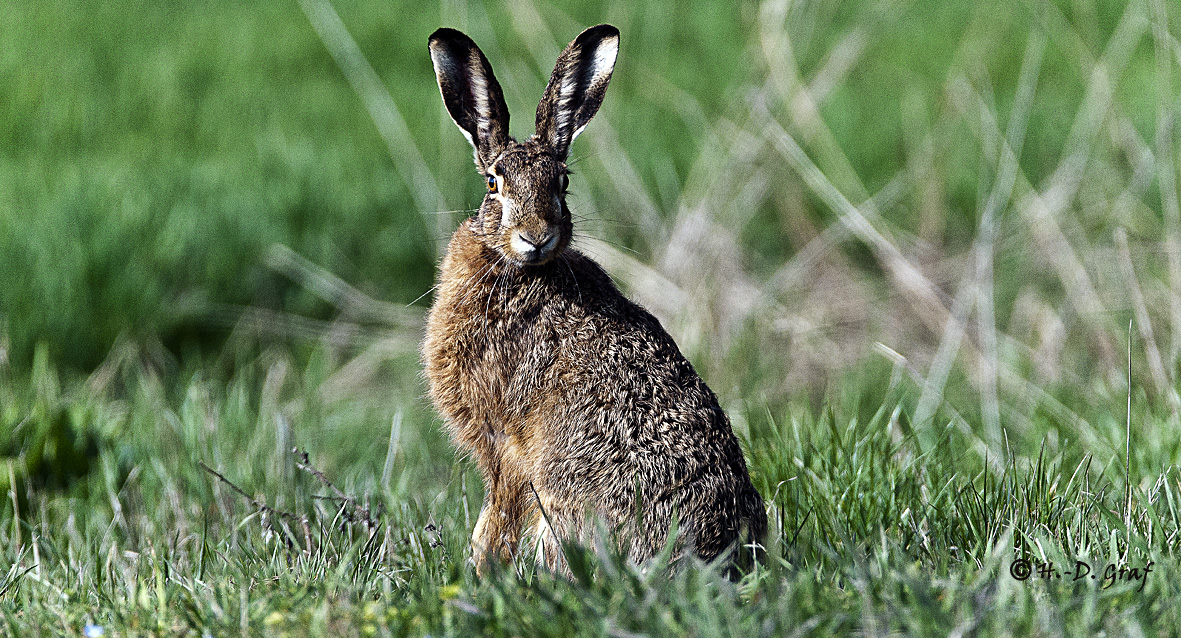
Lièvre d'Europe
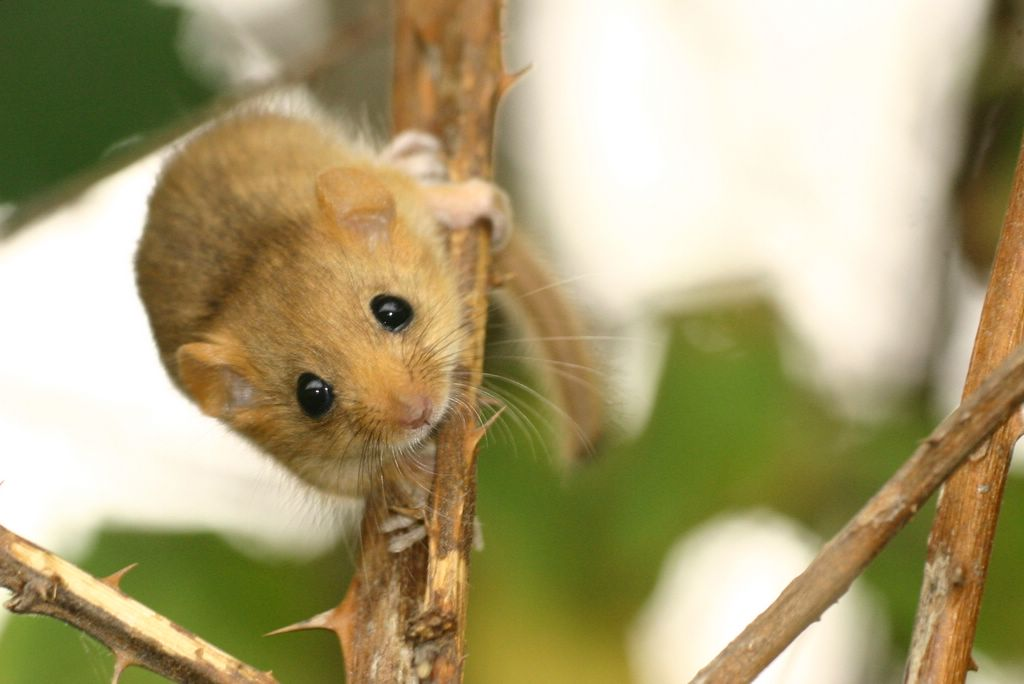
Muscardin
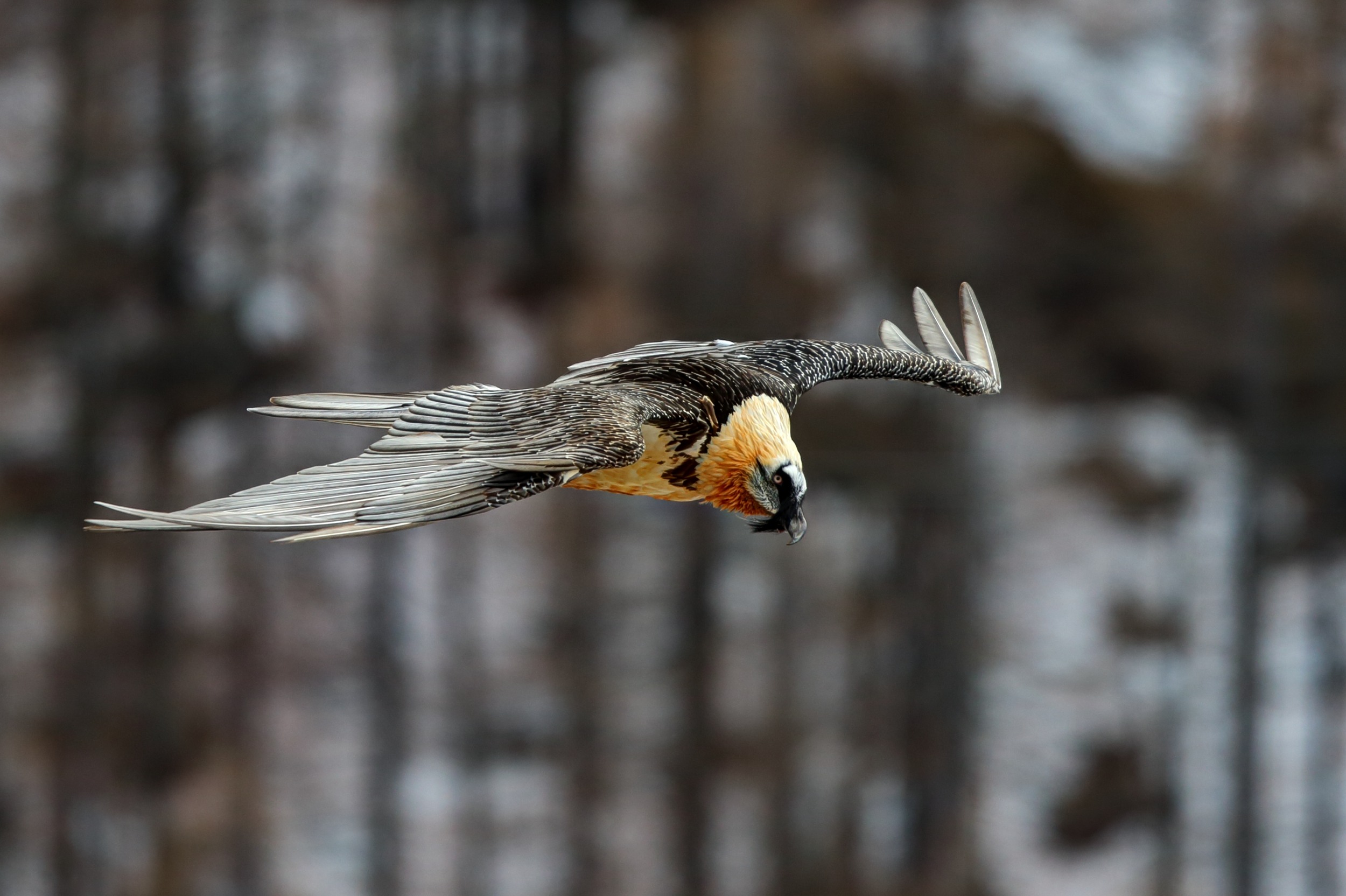
Gypaète barbu

Aucune végétation ne vit au-dessus de 3 700 m d'altitude ; entre 3 300 et 3 700 m, on ne trouve qu'une végétation subnivale très réduite. La zone alpine (2 100–3 000 m) présente des prairies d'herbes basses et alpines avec des anémones, des renoncules, des pissenlits et des primevères. En zone subalpine, la diversité botanique augmente avec des prairies d'herbes hautes, bouleaux, noisetiers, aulnes, rhodendrons du Caucase, myrtilles, airelles rouges, et germandrées, entre autres,. Certains conifères sont rarement à une altitude de 3 000 m, mais plusieurs forêts existent dans les zones alpines et subalpines. Iaarnyts Nesga est le nom attribué par les résidents de Svanétie à une forêt de bouleaux aux pieds de la montagne. L'espèce de lichen Hypogymnia subduplicata a été observée en Géorgie uniquement sur la pente sud du Chkhara.

### Communes locales

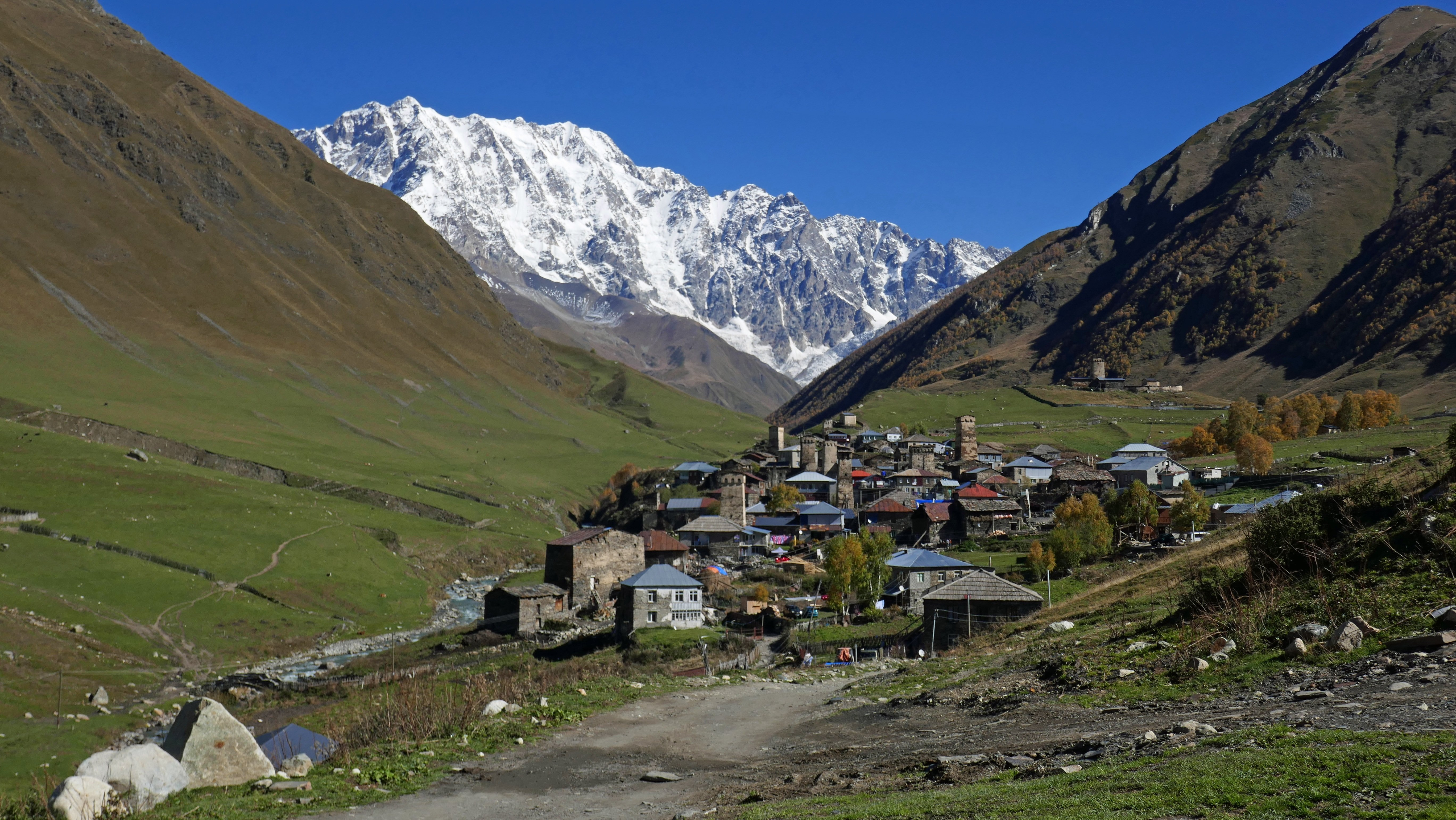
Le village géorgien de Jibiani est le plus proche du Chkhara.

Le Chkhara est situé à cheval entre la Géorgie (versant sud) et la fédération de Russie (versant nord). Bien qu'aucun traité bilatéral entre les deux pays n'ait été signé depuis leur indépendance en 1991, le statut de la montagne n'est pas contesté. En effet, elle forme une partie de la frontière naturelle entre la région géorgienne de Svanétie et le Caucase du Nord depuis le développement socio-politique de la Svanétie dans l'Antiquité. La partie russe du mont entre dans la réserve naturelle de haute montagne de Kabardino-Balkarie, une zone protégée couvrant plus de 82 000 hectares, et un permis spécial est délivré par les autorités locales pour s'approcher de la frontière. Du côté géorgien, le Chkhara est libre d'accès, n'étant pas situé dans une zone protégée. En 2015, une étude de l'Université technique de Géorgie propose de rendre l'accès à la montagne payant afin de préserver l'environnement local et d'augmenter les revenus de tourisme.
La plus proche commune au nord de la montagne est le village de Bezengui, qui se trouve à 27 km à vol d'oiseau du Chkhara. La montagne est bien plus proche de la communauté d'Ouchgouli, un groupe de quatre villages de Svanétie (Jibiani, Tchajachi, Tcheïbiani et Mourkmeli). De ces villages, Jibiani est le plus proche, à juste 7 km du glacier de Chkhara. Ces villages sont anciens : l'église Lamaria d'Ouchgouli, l'édifice le plus proche de la montagne, date du Xe siècle, tandis que certaines tours du village datent du IXe siècle. Ouchgouli a longtemps été isolé du reste de la Géorgie et ce n'est qu'au XXe siècle que des routes sont construites vers cette communauté. Les habitants d'Ouchgouli continuent d'utiliser les ressources de la montagne dans leur vie quotidienne : le Lalkhorach et le Jimé Dich sont des alpages à la base de la montagne, l'Iaarnyts Nesga est une forêt de bouleaux aussi aux pieds de la montagne exploitée par les villageois, tandis que le ruisseau Namqouama Sguim (connu pour son eau minérale acide) est utilisé pour alimenter de petits moulins.

## Histoire humaine

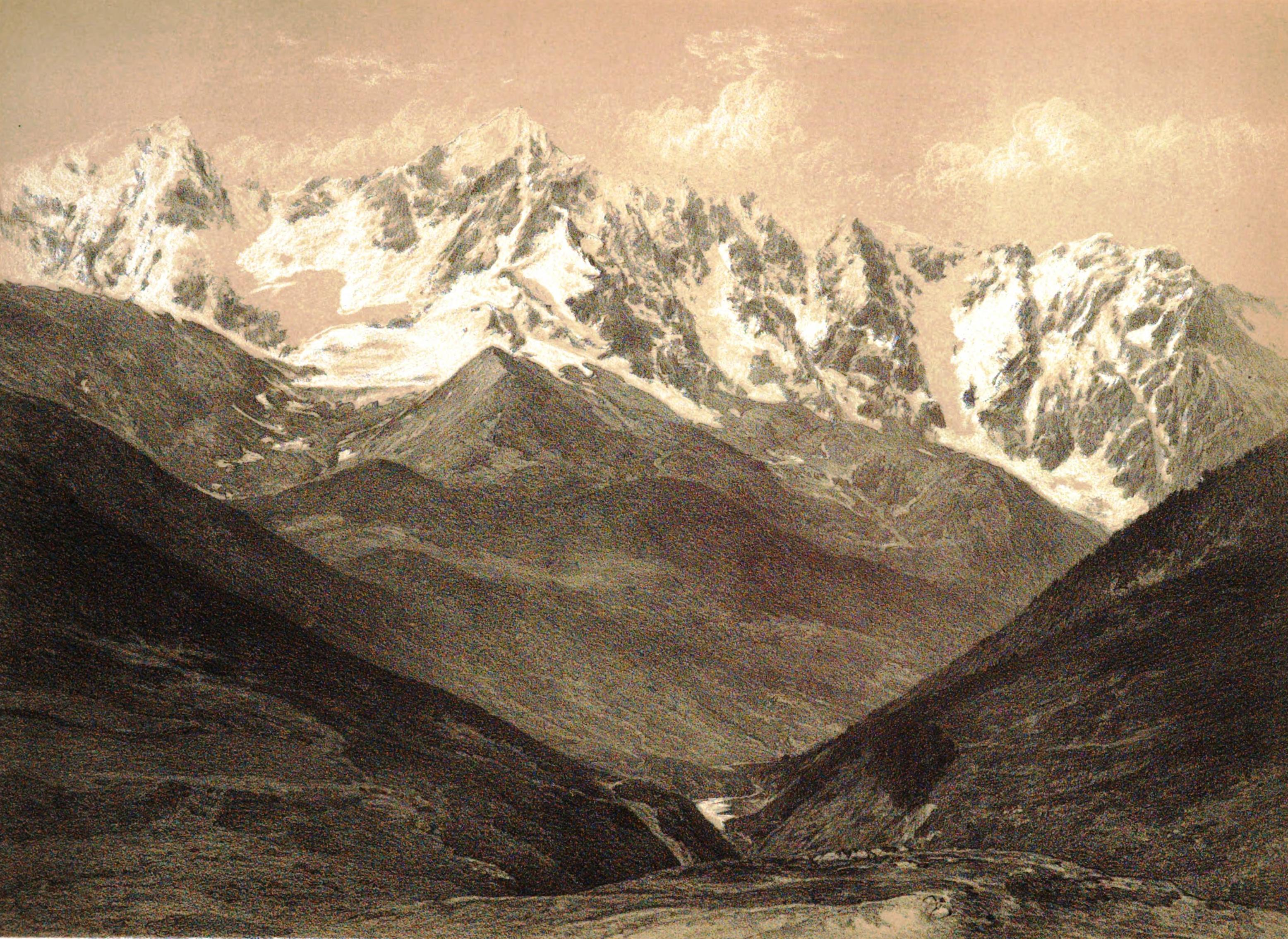
Le Chkhara dessiné par Jules Laurens en 1875.

Malgré sa taille impressionnante et sa proximité avec la communauté d'Ouchgouli (qui sert de lieu de villégiature aux rois géorgiens au XIIIe siècle), les sources historiques mentionnant le Chkhara sont presque inexistantes. La montagne apparaît pour la première fois dans la Description du royaume de Géorgie de Vakhoucht Bagrationi en 1745, celui-ci parlant du « Caucase de Ratcha » comme étant la frontière orientale de la Svanétie, où naît la principale rivière régionale. En 1896, le géologue français Eugène Fournier décrit la montagne comme « universellement méconnue ». Ce n'est en effet qu'à la fin du XIXe siècle que le mont est inscrit sur les cartes officielles de l'Empire russe.
En 1888, l'équipe de l'alpiniste anglais John Garford Cockin et ses guides suisses Ulrich Almer et Christian Roth devient la première à gravir le Chkhara, grimpant via son arête nord-ouest, qui demeure la voie la plus facile. Aucune autre expédition n'est enregistrée jusqu'en août 1930, quand les alpinistes autrichiens Huga Tomaschek et Will Müller affrontent l'arête nord. Ce sont de nouveau des Autrichiens, K. Poppinger, K. Moldan et S. Schintlmeister, qui entreprennent en mars 1931 la première traversée intégrale de la muraille de Bezengui. Cette voie est tentée en 1932 par l'alpiniste soviétique Abalakov, qui réussit à franchir huit sommets de la muraille avant d'échouer devant le Chkhara. Ce n'est qu'en 1933 que des alpinistes soviétiques parviennent à en faire la traversée intégrale[réf. souhaitée].
En 1940, un groupe d'alpinistes svanes composé d'Alexandre Djapharidzé, Godji Zourebiani et Beknou Kherguiani fait une traversée de 20 sommets du Grand Caucase, du mont Matchkhapara à l'Aïlama, y compris le Chkhara. Kherguiani, qui avait été décoré de l'ordre de la Guerre patriotique en 1943 pour avoir retiré le drapeau du Reich allemand de l'Elbrouz, devient le premier à gravir la face sud de la montagne en 1950 avec Ilia Gabliani, Maxime Gvarliani et Tchitchiko Tchartolani, malgré la difficulté de la voie cotée 5b. Elle prend ensuite le nom de « voie Beknou Kherguiani » en son honneur. Gabliani, quant à lui, atteint de nouveau le sommet en 1952, lui donnant le titre de Champion de l'URSS[réf. souhaitée].

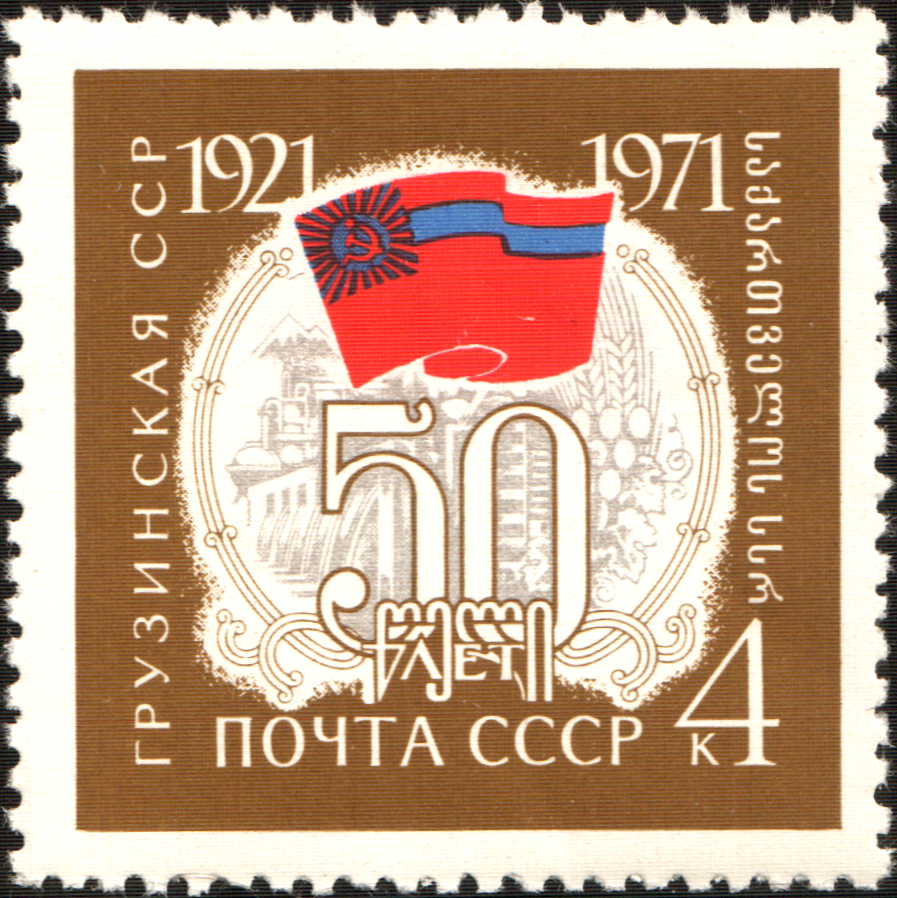
Timbre-poste de Géorgie soviétique de 1971. Le Chkhara est illustré en haut à gauche.

Dans les années 1950, l'ascension du Chkhara gagne en popularité. L'une des ascensions les plus médiatisées est celle d'Alexandre Nemsvipseridzé, Grigol Goulbani, Ramin Kvitsiani et Levan Akhvlediani qui font une traversée depuis le Tsouroungala jusqu'au Chkhara. Les autorités construisent un camp de base dans la gorge de Bezengui en 1959, qui devient par la suite un centre d'éducation et de sports de montagne. Cette popularité est néanmoins accompagnée de plusieurs tragédies : le photographe géorgien Gouram Tikanadzé meurt durant une descente de la montagne le 27 août 1963, une équipe disparaît lors d'une tentative d'ascension de la face nord en plein hiver en 1986, et le chef d'une équipe de Moscou tentant de retracer leurs pas meurt en 2007[réf. souhaitée].
Dans les années 1960, Chota Mirianachvili mène plusieurs expéditions avec les alpinistes géorgiens Guiorgui Abachidzé, Dimitri Dangadzé et Otar Khazaradzé pour ouvrir de nouvelles voies vers le sommet via les pics occidental et central de la montagne. L'arête orientale est conquise pour la première fois en 1964 par P. Baudish, tandis que l'alpiniste russe I. Kraïnov franchit l'arête nord-est en 1983.
La première descente à ski, par le versant sud, a été faite en juin 2008, par Jason Thompson, Seth Waterfall, et Tyler Jones. Le 10 février 2018, les alpinistes géorgiens Artchil Badriachvili et Guiorgui Tephnadzé sont les premiers à atteindre le sommet via le versant sud en plein hiver, malgré la difficulté de la voie cotée 6b, après une escalade de 13 jours.

## Randonnée et alpinisme

### Itinéraires de randonnée

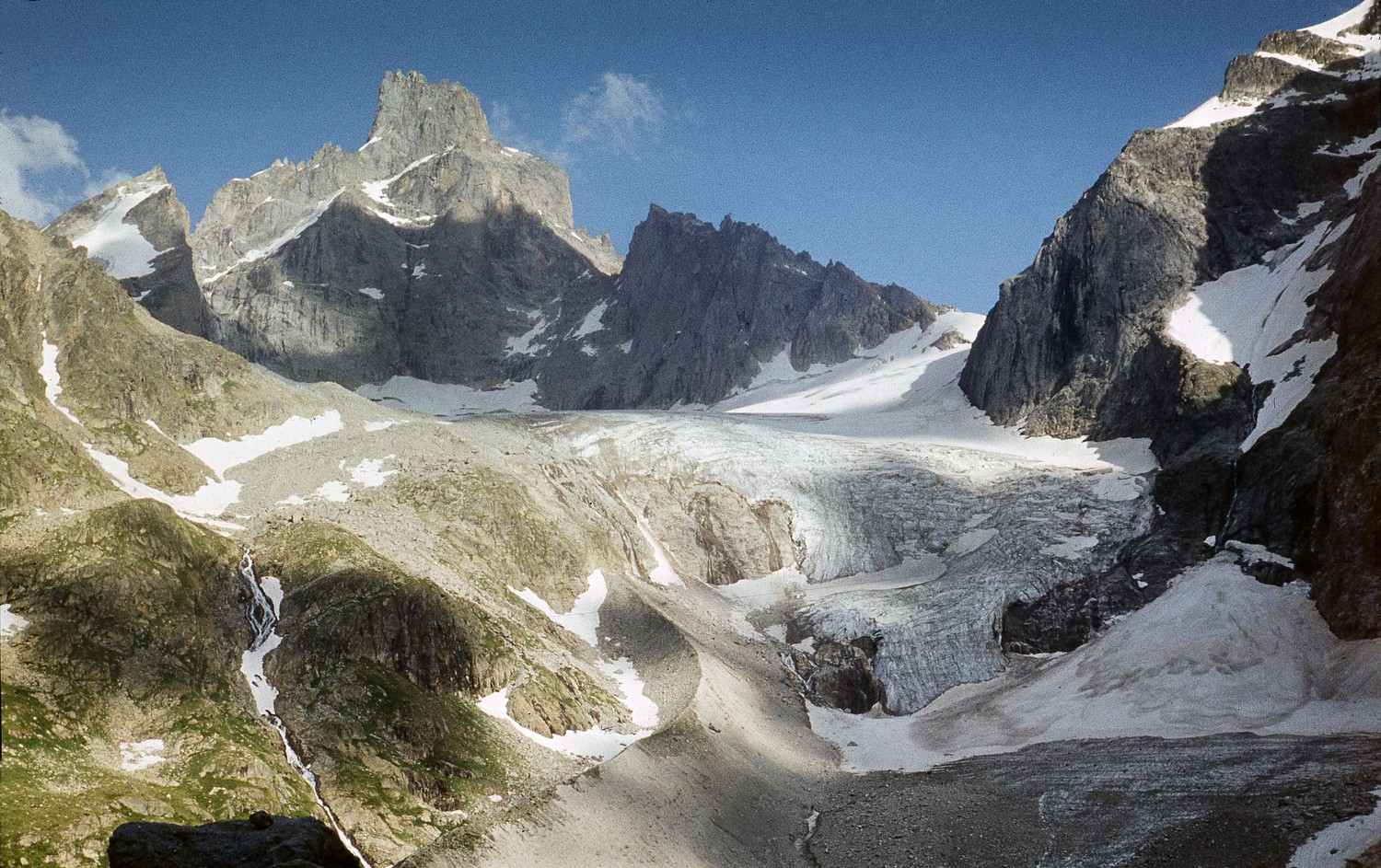
Paysage de Kabardino-Balkarie, vers le Chkhara.

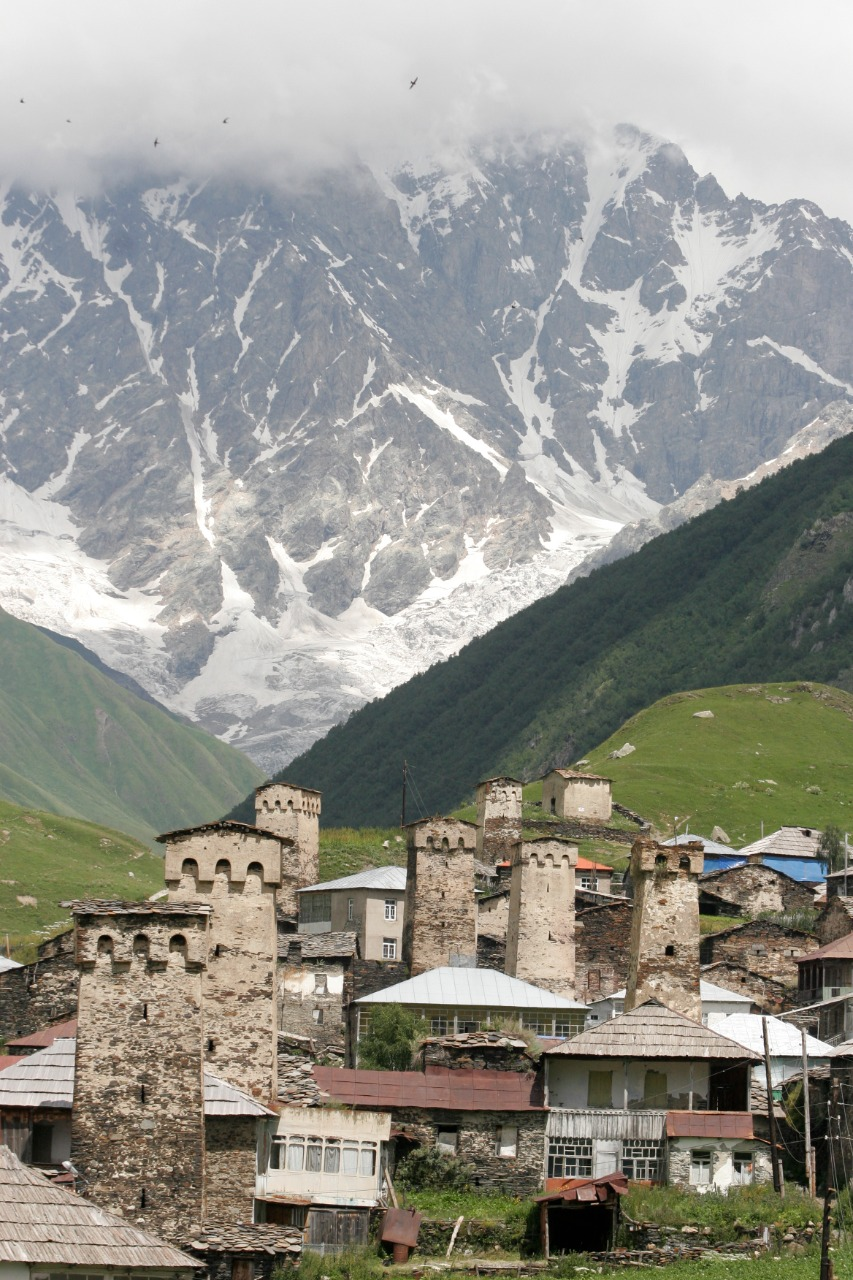
Le village de Jibiani, aux pieds du Chkhara.

Pour les randonnées, l'itinéraire le plus utilisé est celui venant de la communauté d'Ouchgouli, un chemin de 9 km qui nécessite 5 à 9 heures à pied et avec un dénivelé de 310 mètres avant d'atteindre le glacier de Chkhara. Cet itinéraire passe par le village de Jibiani (à 2 080 m d'altitude), traverse la vallée de l'Engouri et inclut des ruisseaux (entre autres, le Natkarvachi Touib et le Ladguimi Ghelé), quelques forêts et plusieurs champs de pâturage. Cet itinéraire ne porte pas de nom et reste de très mauvaise qualité, n'étant utilisé que par les villageois. Les premiers sept kilomètres peuvent être accomplis en véhicule tout-terrain. Des marques jaunes sur des rochers et des arbres guident les visiteurs. Moins commun, l'itinéraire « Karète » vient de la commune svane de Lasdili.
De Russie, le point de départ des randonnées est le village de Bezengui. Cet itinéraire comprend un hôtel à la base du glacier de Bezengui. Toutefois, sa longueur à travers de denses forêts et de hautes montagnes rend cet itinéraire moins populaire.

### Voies d'escalade
L'escalade de la muraille de Bezengui est considérée comme l'une des expéditions les plus longues et dangereuses en Europe. Les dix voies qui mènent vers le sommet du Chkhara ou du Chkhara occidental sont toutes cotées 4b à 6b. L'escalade du Chkhara prend au moins deux jours. Les expéditions se déroulent idéalement entre juillet et la mi-août. Les conditions sont néanmoins ardues toute l'année. L'arête nord-est, utilisée pour la première fois en 1888, est cotée 4b et reste l'une des voies les plus populaires vers le sommet, constituant une ascension de 1 600 m qui passe par le sommet oriental. À sa base, à une altitude de 3 200 m, se trouve le bivouac autrichien sur le glacier de Bezengui.
Le versant sud est plus difficile à franchir. Du côté géorgien, la voie Beknou Kherguiani (ბექნუ შუკუ, Bek'nou Choukou en svane) est la plus traditionnelle, mais certaines sections sont cotées 6a. L'arête orientale est cotée 5b. Outre le bivouac autrichien du glacier de Bezengui, aucun camp permanent n'existe sur la montagne.
Le titre honorifique de « Panthère des neiges de Russie » est attribué à ceux qui escaladent les dix plus hauts sommets de Russie, dont le Chkhara. The Times décrit la montagne comme « plus difficile à escalader que le Mont Everest ».

## Chkhara dans la culture

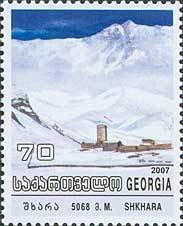
Timbre géorgien en l'honneur du Chkhara (2008).

Le Chkhara est un thème récurrent de la poésie et du folklore svanes. Les chansons populaires et poésies locales mentionnent ainsi le Chkhara, ainsi que le glacier de Chkhara et la Vallée de l'Engouri (elle-même souvent surnommée la « Vallée de Chkhara »). Dans plusieurs poèmes, la montagne est surnommée le « Chkhara d'Ouchgouli », indiquant un proche lien entre la communauté et le mont, ou encore la « Montagne de pâturage » (საბალახო მთა), un symbole de l'activité fermière aux pieds du Chkhara.
En 2008, le Ministère du Développement économique de la Géorgie imprime une série de timbres honorant la plus grande montagne du pays. Une rue est nommée d'après le Chkhara dans la capitale géorgienne, Tbilissi.